# Tsukuyomi

Tsukuyomi

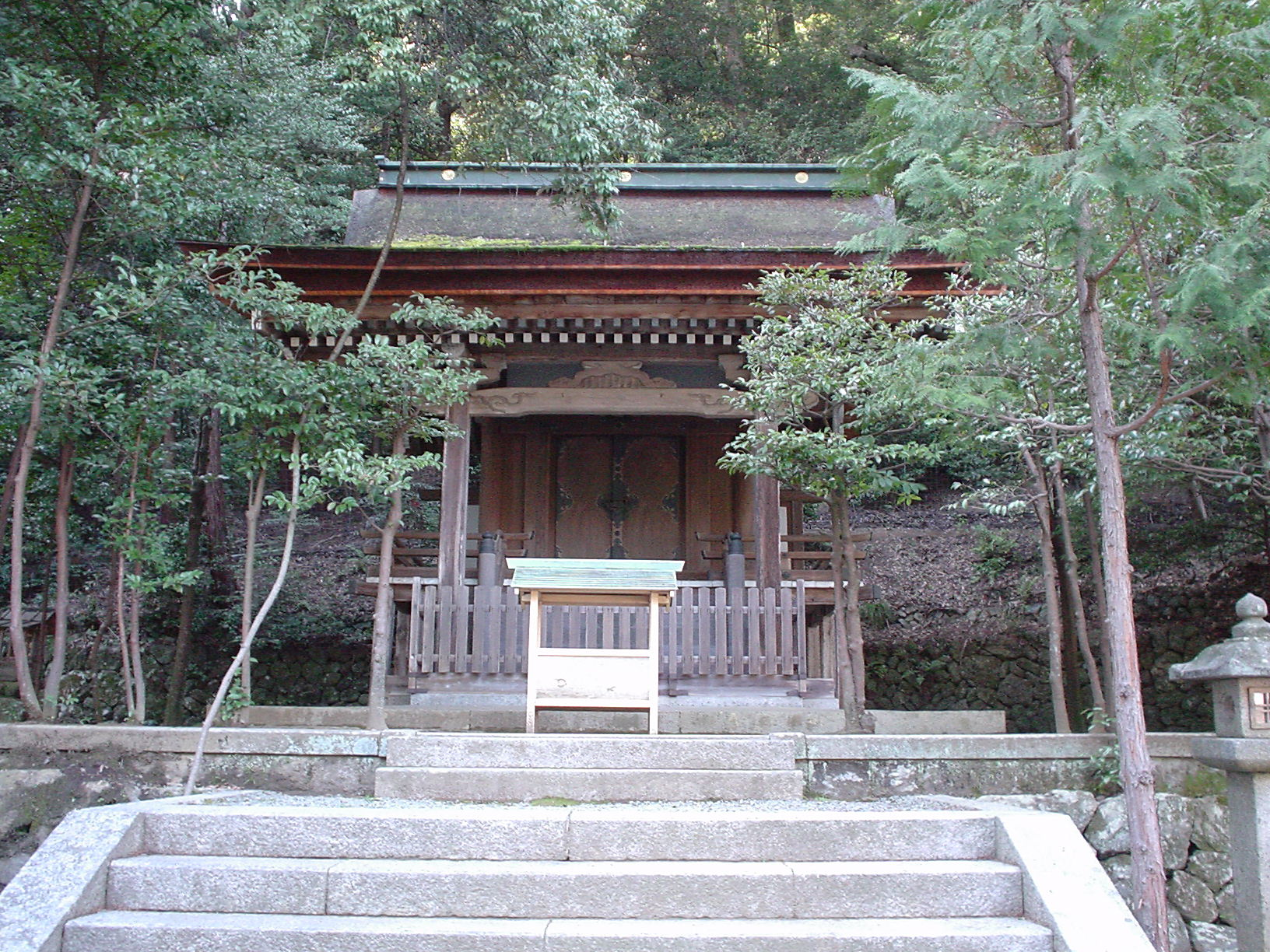
Tempel byggt åt Tsukuyomi i Kyoto.

Tsukuyomi  (月読), eller Tsukuyomi-no-Mikoto (月読尊), är en mångud (kami av månen) inom shinto och i japansk mytologi.
Tsukuyomi föddes ur Izanagis högra öga.  Han är bror till solgudinnan Amaterasu och stormguden Susanoo.
Han gifte sig med sin syster Amaterasu, men paret separerade sedan han dödat Uke Mochi, födans gudinna. Vid en av gudarnas sammankomster bevittnade han hur Uke Mochi skapade deras föda genom att hosta, harkla och spotta fram den, något som väckte sådan avsmak hos honom att han dödade henne. Amaterasu upprördes så av detta att hon vägrade att någonsin se på honom igen, och flyttade därför till en annan del av himmelen. Detta var orsaken till att solen och månen aldrig var på himmelen samtidigt.
Jämför den inuitiska månguden Aningan.